# Takelma
Los takelma (también llamados dagelma) eran unos nativos norteamericanos que vivieron en el Valle de Rogue, en el sudoeste Oregón, en Estados Unidos. Allí la mayoría de las personas se situaron al borde del Rogue River.

## Historia
Se sabe mucho menos del modo de vida de los indios takelma que de sus vecinos de zonas adyacentes de Oregón y el norte de California. En su territorio originario se asentaron desde muy pronto descendientes de colonos europeos, debido a que las montañas que rodeaban dicho territorio era una protección natural. Una vez se inició la colonización, el número de colonos creció rápidamente. El descubrimiento de oro espoleó el aumento de colonos en la región a partir de 1852. Los takema que sobrevivieron fueron enviados a reservas en 1856, los colonos y los nativos vivieron en la región juntos menos de cuatro años.
Debido a que el territorio takelma incluía algunos de las tierras más fértiles del Valle del Rogue, esta tierra valiosa fue objeto preferentemente de los asentamientos de los colonos blancos. Casi sin excepción los recién llegados tenían poco o ningún interés en los indígenas vecinos, y simplemente los consideraron una molestia peligrosa. No recogieron demasiados testimonios sobre los takelmas, más allá de los hechos relacionados con los conflictos con los takelmas. Esto contrasta con la historia de otros indígenas vecionos de los takelma, que ocupaban tierras más agrestes, como los shasta y los pueblos atabascanos de la región, que sobrevivieron este periodo de colonización con sus culturas y lenguas prácticamente intactas.
Los inevitables conflictos entre los colonos y los indígenas tanto de la costa como del interior en el sureste de Oregón fueron a más y llegaron a conocerse como guerras del río Rogue. Nathan Douthit estudió los encuentros pacíficos entre colonos blancos e indígenas de sureste de Oregón, y señaló que eran interacciones en "tierra de nadie" llevados a cabo por "intermediarios culturales". Douthit señala que al no existir una "tierra de nadie" entre los Takelma y los colonos, estos fueron exterminados más que desplazados.
En 1856, el gobierno de los Estados Unidos reubicó por la fuerza a los takelma que había sobrevivido a las guerras del río Rogue a las reservas de la lluviosa costa del noreste de Oregón, un entorno muy diferente de la región seca que conocían abundante en robles y chaparrales. Muchos takelma murieron en el camino a la reserva india de Siletz y la reserva india de Grand Ronde, que actualmente es la Comunidad de tribus confederadas de Grand Ronde de Oregón. Otros cuantos takelma murieron dentro de las reservas de enfermedades, desesperación y dieta inadecuada. Los agentes indios enseñaron a los pocos takelma sobrevivientes técnicas de cultivo y les animaron a abandonar su lengua, creyendo que tendrían mejores oportunidades siendo fluyentes en inglés. En estas reservas además los takelma vivieron con pueblos nativos de culturas diferentes, y el matrimonio mixtos con personas de otras culturas, tanto dentro como fuera de las reservas eran desfavorables para la transmisión tanto de la lengua como la cultura takelma a los hijos habidos en tales matrimonios.
Los takelma pasaron muchos años en el exilio, antes de que algunos antropólogos empezaran a entrevistarlos y recoger información sobre su lengua y su modo de vida anterior. Los lingüistas Edward Sapir y John Peabody Harrington sólo trabajaron con descendientes de takelmas.
A finales de 1980, Agnes Baker Pilgrim nieta del jefe takelma George Harney, apareció como una de los portavoces más significantes de las personas de ascendencia takelma.